# Lijst van burgemeesters van Zuidbroek (Zuid-Holland)
Dit is een lijst van burgemeesters van de voormalige Nederlandse gemeente Zuidbroek (Zuid-Holland) vanaf de vorming in 1817 tot die gemeente 1857 opging in de gemeente Bergambacht.
| Ambtsperiode | Naam burgemeester     | Partij of stroming | Bijzonderheden                                                                   |
| ------------ | --------------------- | ------------------ | -------------------------------------------------------------------------------- |
| 1817 - 1850  | Jan Janzn Smits       |                    | schout/burgemeester, tevens van Lekkerkerk                                       |
| 1850 - 1856  | Arij Sebastiaan Smits |                    | tevens burgemeester van Lekkerkerk, zoon van voorganger                          |
| 1856 - 1857  | Reinier Blok          |                    | tevens burgemeester van Lekkerkerk (1856-1887), eerder burgemeester van Gouderak |